# Biblioteka Europejskiego Centrum Solidarności
Biblioteka Europejskiego Centrum Solidarności – działa na terenie Gdańska w ramach instytucji kultury Europejskie Centrum Solidarności.

## Siedziba
28 kwietnia 2014 biblioteka otworzyła nowoczesną czytelnię w nowej przestrzeni budynku Europejskiego Centrum Solidarności przy pl. Solidarności 1 w dzielnicy Młyniska, na obrzeżach Śródmieścia. Znajduje się ona na pierwszym piętrze, zapewnia czytelnikom wolny dostęp do zbiorów. Zajmuje dwa piętra i posiada dwie antresole - łączna powierzchnia to 547 m².

## Zbiory biblioteki
Na dzień 26 kwietnia 2017 w zbiorach biblioteki znajdowało się:
- 21 600 woluminów książek
- 5500 zbiorów specjalnych
- 700 zbiorów multimedialnych
- 517 tytułów czasopism w formie tradycyjnej

Ważną częścią zbiorów jest drugi obieg wydawniczy - książki drugoobiegowe i emigracyjne stanowią ok. 6000 szt. zbiorów specjalnych biblioteki, a wśród czasopism znajduje się ok. 340 tytułów. Biblioteka gromadzi także źródła oraz opracowania naukowe, relacje osobiste, literaturę popularyzującą realia życia politycznego i społecznego PRL, filmy i nagrania muzyczne. Poza dostępem do książek, czasopism i multimediów w postaci tradycyjnej, oferuje również dostęp do zasobów elektronicznych. Biblioteka jest partnerem projektu Academica, w czytelni znajduje się terminal wypożyczalni zdigitalizowanych zasobów Biblioteki Narodowej.